# Steven Grives
Pour les articles homonymes, voir Grives (homonymie).
Steven Grives, né le 16 mars 1951 au Warwickshire, au Royaume-Uni est un acteur et producteur de cinéma britannique.
Il est surtout connu pour son film Scooby-Doo et la série BeastMaster, le dernier des survivants.

## Biographie
En 1981, Steven Grives entame sa carrière d'acteur dans le film Inseminoid réalisé par Norman J. Warren.
En 2002, il interprète N'Goo Tuana dans le film Scooby-Doo.
Entre 1999 et 2002, il interprète le roi Zad dans la série télévisée fantastique BeastMaster, le dernier des survivants.

## Filmographie

### Cinéma
- 1981 : Inseminoid de Norman J. Warren : Gary
- 1983 : The Winds of Jarrah de Mark Egerton : Kevin
- 1986 : Jenny Kissed Me de Brian Trenchard-Smith : Mal Evans
- 1987 : Dangerous Game (en) de Stephen Hopkins et David Lewis : Patrick Murphy
- 1987 : The Right Hand Man de Di Drew
- 1989 : Freddy 5 : L'Enfant du cauchemar de Stephen Hopkins : Dr Moore
- 1989 : Vidéokid : L'Enfant génial de Todd Holland
- 1991 : Highlander, le retour de Russell Mulcahy : Hamlet
- 1993 : Fatal Past de Clive Fleury et Richard Ryan : Peter Rossi
- 1993 : The Custodian de John Dingwall : Brennan
- 1997 : Paradise Road de Bruce Beresford : Westmacott
- 2001 : Crocodile Dundee 3 de Simon Wincer : le mauvais baron
- 2001 : Code Rouge de Ian Gilmour
- 2002 : Scooby-Doo de Raja Gosnell : N'Goo Tuana
- 2003 : Le diable ne meurt jamais de Uli Edel : le capitaine Reissler
- 2003 : Visitors de Richard Franklin : Taco (voix)
- 2004 : Rapid Fear de Geoff Cox : le détective Tremaine
- 2004 : Alerte : Avalanche ! de Mark Roper : Alkin
- 2011 : Sinbad et le Minotaure de Karl Zwicky : AJ-Jibar

### Télévision
- 1967 : Orgueil et Préjugés : Edward Lucas
- 1967 - 1976 : Z-Cars : Peter Bradley / Len
- 1973 : Softly Softly: Task Force : Jim Reddin
- 1975 : Play for Today : l'inspecteur de police
- 1975 : The Stars Look Down : Dan Teasdale
- 1978 : Breakaway Girls : Steve Yarborough (2 épisode)
- 1979 : Flambards : Mark Russell
- 1979 : Danger UXB : Ken Machin
- 1981 - 1982 : Holiday Island : Jason Scott
- 1982 : Wilde's Domain
- 1983 - 1984 : Waterloo Station : Steve Colby
- 1988 : Mission impossible, 20 ans après : Maximillian Brucker (2 épisode)
- 1996 : Brigade des mers : Jonathan Goldstein
- 1997 : Vingt Mille Lieues sous les mers : Garfield
- 1999 - 2002 : BeastMaster, le dernier des survivants : le roi Zad
- 2001 : Commando de la peur
- 2002 - 2003 : Aventure et Associés : Baron Pembroke (14 épisodes)
- 2004 : Flatland : Richard Coventry
- 2004 : Descente infernale : Warden Tremaine
- 2008 : La Fille du pilote

### Années inconnues
- Captain Cook
- Mummy Vs Sinbad
- The Footstep Man
- Cody: The Wrong Stuff
- Cody Los Diamantes no Son Para Siempre de Ian Barry

## Voix françaises
- Marc Alfos dans Dangerous Game (en) (1987)
- Richard Darbois (VC) dans Scooby-Doo
- Arnaud Léonard (VB) dans BeastMaster, le dernier des survivants (série télévisée)